# Норвегія на літніх Олімпійських іграх 1952
Норвегія на літніх Олімпійських іграх 1952 року в Гельсінкі (Фінляндія) була представлена 102 спортсменами (96 чоловіками і 6 жінками), які змагались у 14 видах спорту: легка атлетика, бокс, веслування на байдарках і каное, велоспорт, кінний спорт, футбол, гімнастика, академічне веслування, вітрильний спорт, стрільба, плавання, важка атлетика і боротьба. Прапороносцем на церемонії відкриття Олімпіади був легкоатлет Мартін Стоккен.
Норвегія вдесяте взяла участь в літній Олімпіаді. Норвезькі спортсмени завоювали 5 медалей: 3 золоті і 2 срібні. Збірна Норвегії посіла 10 загальнокомандне місце.

## Медалісти
| Медаль | Спортсмен                                                         | Вид спорту       | Дисципліна                                                |
| ------ | ----------------------------------------------------------------- | ---------------- | --------------------------------------------------------- |
| Золото | Ерлінг Конгшауг                                                   | стрільба         | малокаліберна гвинтівка з 3-х позицій, 50 м               |
| Золото | Йон Ларсен                                                        | стрільба         | рухома мішень (подвійними і одиночними пострілами), 100 м |
| Золото | Тор Торвальдсен Сігве Ліе Гакон Барфод                            | вітрильний спорт | Дракон                                                    |
| Срібло | Педер Еуген Лунде Берре Фалкум-Гансен Вібеке Лунде                | вітрильний спорт | 5,5 метрів                                                |
| Срібло | Фінн Фернер Ерік Гейберг Тор Арнеберг Йоган Фернер Карл Мортенсен | вітрильний спорт | 6 метрів                                                  |

За видом спорту
| Медалі за видом спорту | Медалі за видом спорту | Медалі за видом спорту | Медалі за видом спорту | Медалі за видом спорту |
| ---------------------- | ---------------------- | ---------------------- | ---------------------- | ---------------------- |
| Вид                    | 1                      | 2                      | 3                      | Всього                 |
| Стрільба               | 2                      | 0                      | 0                      | 2                      |
| Вітрильний спорт       | 1                      | 2                      | 0                      | 3                      |
| Всього                 | 3                      | 2                      | 0                      | 5                      |

## Академічне веслування
| Спрортсмени                                                                    | Дисципліна                       | Гіт       | Гіт   | Чвертьфінал | Чвертьфінал | Півфінал   | Півфінал   | Фінал      | Фінал      |
| Спрортсмени                                                                    | Дисципліна                       | Результат | Місце | Результат   | Місце       | Результат  | Місце      | Результат  | Місце      |
| ------------------------------------------------------------------------------ | -------------------------------- | --------- | ----- | ----------- | ----------- | ---------- | ---------- | ---------- | ---------- |
| Сверре Крокенес Торстейн Крокенес Гаральд Крокенес Крістоффер Лепсе            | четвірки розпашні без стернового | 6.42,4    | 2     | не пройшли  | не пройшли  | не пройшли | не пройшли | не пройшли | не пройшли |
| Б'є'рн Христофферсен Арнфінн Ларсен Вільгельм Гайден Тор Нільсен Лейф Андерсен | четвірки розпашні зі стерновим   | 7.21,6    | 2     | не пройшли  | не пройшли  | не пройшли | не пройшли | не пройшли | не пройшли |

## Бокс
| Спортсмен        | Категорія | 1/32               | 1/16                   | Чвертьфінал          | Півфінал   | Фінал      | Місце |
| ---------------- | --------- | ------------------ | ---------------------- | -------------------- | ---------- | ---------- | ----- |
| Торб'єрн Клаусен | до 51 кг  | К'єль Стін (DEN) W | Walk-over              | Едгар Базель (GER) L | не пройшов | не пройшов | 5     |
| Лейф Гансен      | до 64 кг  | Чак Адкінс (USA) L | не пройшов             | не пройшов           | не пройшов | не пройшов | 17    |
| Йон Тандревольд  | до 71 кг  | Walk-over          | Гвідо Мацціджі (ITA) L | не пройшов           | не пройшов | не пройшов | 9     |
| Б'ярне Лінгос    | до 81 кг  | Walk-over          | Луціо Мацціджі (BRA) L | не пройшов           | не пройшов | не пройшов | 9     |

## Боротьба
Греко-римська боротьба
| Спортсмен       | Категорія | Раунд 1                         | Раунд 2                  | Раунд 3                 | Раунд 4            | Раунд 5    | Раунд 6    | Місце |
| --------------- | --------- | ------------------------------- | ------------------------ | ----------------------- | ------------------ | ---------- | ---------- | ----- |
| Фрітьоф Клаусен | до 52 кг  | Махмуд Омар Фавзі (EGY) L       | не брав участі           | не пройшов              | не пройшов         | не пройшов | не пройшов | 12    |
| Рейдар Мерлі    | до 57 кг  | Сотіріос Панагіотопулос (GRE) W | не брав участі           | Фердинанд Шмітц (GER) W | Імре Годош (HUN) L | не пройшов | не пройшов | 5     |
| Дагфін Гусебю   | до 62 кг  | Умберто Тріппа (ITA) L          | Ерккі Талосела (FIN) L   | не пройшов              | не пройшов         | не пройшов | не пройшов | 12    |
| Оге Еріксен     | до 67 кг  | Дімітру Кук (ROM) L             | Шазам Сафін (URS) L      | не пройшов              | не пройшов         | не пройшов | не пройшов | 14    |
| Гокон Олсен     | до 73 кг  | Міклош Сільваші (HUN) L         | Гьоста Андерссон (SWE) L | не пройшов              | не пройшов         | не пройшов | Н/Д        | 13    |
| Ларс Білет      | до 79 кг  | Дьюла Неметі (HUN) L            | Алі Оздемір (TUR) L      | не пройшов              | не пройшов         | не пройшов | Н/Д        | 9     |

Вільна боротьба
| Спортсмен     | Категорія | Раунд 1                | Раунд 2          | Раунд 3    | Раунд 4    | Раунд 5    | Раунд 6    | Місце |
| ------------- | --------- | ---------------------- | ---------------- | ---------- | ---------- | ---------- | ---------- | ----- |
| Б'єрн Ларссон | до 67 кг  | Такео Шімоторі (JPN) L | Жан Кулс (BEL) L | не пройшов | не пройшов | не пройшов | не пройшов | 17    |

## Важка атлетика
| Спортсмен           | Категорія  | Жим    | Ривок    | Поштовх  | Разом  | Місце |
| ------------------- | ---------- | ------ | -------- | -------- | ------ | ----- |
| Б'єрн Гейн          | до 67,5 кг | 95 кг  | 90 кг    | 115 кг   | 300 кг | 19    |
| Тор Олсен           | до 75 кг   | 100 кг | 100 кг   | 125 кг   | 325 кг | 16    |
| Єрген Барт-Єргенсен | до 90 кг   | 100 кг | 112,5 кг | 142,5 кг | 355 кг | 13    |

## Велоспорт
Шосейна гонка
| Спортсмен                                                | Дисципліна                       | Час        | Місце |
| -------------------------------------------------------- | -------------------------------- | ---------- | ----- |
| Лоранг Христіансен                                       | групова шосейна гонка (чоловіки) | +13.57,9   | 28    |
| Одд Берг                                                 | групова шосейна гонка (чоловіки) | +11.26,8   | 24    |
| Ерлінг Крістіансен                                       | групова шосейна гонка (чоловіки) | +11.26,8   | 25    |
| Лоранг Христіансен Одд Берг Фленгсруд Ерлінг Крістіансен | групова шосейна гонка (чоловіки) | 15.55.01,7 | 10    |

## Веслування на байдарках і каное
| Спортсмен               | Дисципліна                            | Кваліфікація | Кваліфікація | Фінал      | Фінал      |
| Спортсмен               | Дисципліна                            | Час          | Місце        | Час        | Місце      |
| ----------------------- | ------------------------------------- | ------------ | ------------ | ---------- | ---------- |
| Пер Йонсен              | байдарка-одиночка, 1000 м (чоловіки)  | 4.25,2       | 5            | не пройшов | не пройшов |
| Ганс Гульбрандсен       | байдарка-одиночка, 10000 м (чоловіки) |              |              | 48.12,9    | 5          |
| Івар Матісен Кнут Естбю | байдарка-двійка, 1000 м (чоловіки)    | 3.58,2       | 3            | 3.43,7     | 5          |
| Івар Матісен Кнут Естбю | байдарка-двійка, 10000 м (чоловіки)   |              |              | 45.04,7    | 5          |

## Вітрильний спорт
| Спортсмен                                                         | Дисципліна | Заплив | Заплив | Заплив | Заплив | Заплив | Заплив | Заплив | Місце |
| Спортсмен                                                         | Дисципліна | 1      | 2      | 3      | 4      | 5      | 6      | 7      | Місце |
| ----------------------------------------------------------------- | ---------- | ------ | ------ | ------ | ------ | ------ | ------ | ------ | ----- |
| Моріц Скауген                                                     | Фінн       | 2      | 19     | –      | 18     | 15     | 1      | 16     | 6     |
| Тор Торвальдсен Гокон Барфод Сігве Ліе                            | Дракон     | 2      | 1      | 9      | 1      | 6      | 6      | 1      | 1     |
| Педер Еуген Лунде Вібеке Лунде Берре Фалкум-Гансен                | 5,5 метрів | 2      | 5      | 2      | 2      | 10     | 2      | 4      | 2     |
| Фінн Фернер Карл Мортенсен Ерік Гейберг Йоган Фернер Тор Арнеберг | 6 метрів   | 1      | 4      | 2      | 4      | 10     | 1      | 5      | 2     |

## Гімнастика

### Спортивна гімнастика
Індивідуальна першість серед чоловіків
| Спортсмен      | Загально | Загально | Вільні вправи | Вільні вправи | Опорний стрибок | Опорний стрибок | Паралельні бруси | Паралельні бруси | Перекладина | Перекладина | Кільця | Кільця | Кінь  | Кінь  |
| Спортсмен      | Бали     | Місце    | Бали          | Місце         | Бали            | Місце           | Бали             | Місце            | Бали        | Місце       | Бали   | Місце  | Бали  | Місце |
| -------------- | -------- | -------- | ------------- | ------------- | --------------- | --------------- | ---------------- | ---------------- | ----------- | ----------- | ------ | ------ | ----- | ----- |
| Матіас Ямтведт | 104,10   | 76       | 17,80         | 62            | 18,55           | 31              | 17,65            | 96               | 17,40       | 83          | 17,45  | 94     | 15,25 | 125   |
| Альф Олсен     | 103,35   | 82       | 17,65         | 69            | 18,15           | 76              | 18,15            | 57               | 17,85       | 63          | 17,40  | 100    | 14,15 | 139   |
| Альф Нергорд   | 103,15   | 84       | 16,25         | 132           | 18,30           | 65              | 17,25            | 111              | 17,25       | 89          | 17,90  | 73     | 16,20 | 104   |
| Арне Кнудсен   | 102,30   | 92       | 18,00         | 51            | 18,10           | 83              | 16,80            | 124              | 17,00       | 98          | 17,10  | 106    | 15,30 | 123   |
| Георг Йогансен | 102,05   | 94       | 18,15         | 41            | 18,40           | 44              | 17,25            | 111              | 16,75       | 109         | 17,75  | 84     | 13,75 | 144   |
| Одд Ліе        | 100,00   | 107      | 17,40         | 84            | 18,35           | 54              | 16,65            | 128              | 15,10       | 148         | 17,80  | 79     | 14,70 | 134   |
| Магне Клейвен  | 98,50    | 120      | 16,10         | 140           | 17,40           | 123             | 15,60            | 153              | 15,20       | 145         | 17,80  | 79     | 16,40 | 97    |
| Ернст Мадланд  | 19,35    | 140      | 16,80         | 108           | 16,90           | 142             | 16,65            | 126              | 11,75       | 167         | 16,85  | 111    | 15,30 | 123   |

Командна першість серед чоловіків
| Спортсмени | Бали   | Місце |
| --- | ------ | ----- |
| Матіас Ямтведт, Альф Ольсен, Альф Норгард, Арне Кнудсен, Георг Йогансен, Одд Ліе, Магне Клейвен, Ернст Мадленд | 525,30 | 14    |

Індивідуальна першість серед жінок
| Спортсмен                 | Загально | Загально | Вільні вправи | Вільні вправи | Опорний стрибок | Опорний стрибок | Колода | Колода | Паралельні бруси | Паралельні бруси |
| Спортсмен                 | Бали     | Місце    | Бали          | Місце         | Бали            | Місце           | Бали   | Місце  |                  |                  |
| ------------------------- | -------- | -------- | ------------- | ------------- | --------------- | --------------- | ------ | ------ | ---------------- | ---------------- |
| Грете Вернер              | 64,38    | 114      | 17,20         | 82            | 17,63           | 74              | 14,19  | 129    | 15,36            | 116              |
| Берглйот Сандвік Йогансен | 64,56    | 113      | 16,76         | 103           | 16,89           | 104             | 15,92  | 112    | 14,99            | 121              |
| Норвейг Карлсен           | 64,01    | 116      | 16,50         | 115           | 17,76           | 65              | 15,06  | 121    | 14,69            | 123              |

## Кінний спорт
| Вершник                                 | Кінь    | Дисципліна            | Фінал     | Фінал |
| Вершник                                 | Кінь    | Дисципліна            | Результат | Місце |
| --------------------------------------- | ------- | --------------------- | --------- | ----- |
| Елсе Христоферсен індивідуальна виїздка | 459     | Діва                  | 15        |       |
| Б'ярт Ордінг                            | Фрам II | індивідуальний конкур | 27 штраф. | 29    |

## Легка атлетика
| Спортсмен              | Дисципліна                   | Гіт       | Гіт   | Чвертьфінал | Чвертьфінал | Півфінал   | Півфінал   | Фінал      | Фінал      |
| Спортсмен              | Дисципліна                   | Результат | Місце | Результат   | Місце       | Результат  | Місце      | Результат  | Місце      |
| ---------------------- | ---------------------------- | --------- | ----- | ----------- | ----------- | ---------- | ---------- | ---------- | ---------- |
| Б'єрн Гундерсен        | стрибки у висоту, чоловіки   | 1,87 м    | Q     |             |             |            |            | 1,90 м     | 8          |
| Біргер Лейруд          | стрибки у висоту, чоловіки   | 1,87 м    | Q     |             |             |            |            | 1,90 м     | 17         |
| Ерлінг Каас            | стрибки з жердиною, чоловіки | 4,00 м    | Q     |             |             |            |            | 3,80 м     | 16         |
| Руне Нільсен           | потрійний стрибок, чоловіки  | 14,65 м   | Q     |             |             |            |            | 15,13 м    | 5          |
| Пер Ставем             | штовхання ядра, чоловіки     | 15,12 м   | Q     |             |             |            |            | 16,02 м    | 8          |
| Пер Ставем             | метання диска, чоловіки      | 46,74 м   | Q     |             |             |            |            | 46,00 м    | 16         |
| Крістіан Йогансен      | метання диска, чоловіки      | 43,46 м   | 12    | не пройшов  | не пройшов  | не пройшов | не пройшов | не пройшов | 26         |
| Стейн Йонсон           | метання диска, чоловіки      | 45,12 м   | 8     | не пройшов  | не пройшов  | не пройшов | не пройшов | не пройшов | 20         |
| Сверре Страндлі        | метання списа, чоловіки      | 54,96 м   | Q     |             |             |            |            | 56,36 м    | 7          |
| Аудун Бойсен           | 800 м, чоловіки              |           |       | 1.53,2      | 1           | 1.50,4     | 4          | не пройшов | не пройшов |
| Аудун Бойсен           | 1500 м, чоловіки             |           |       | 3.55,0      | 3           | 3.51,0     | 6          | 3.51,4     | 11         |
| Ейстейн Саксвік        | 5000 м, чоловіки             |           |       |             |             | 14.55,4    | 9          | не пройшов | не пройшов |
| Мартін Стоккен         | 5000 м, чоловіки             |           |       |             |             | 14.39,0    | 7          | не пройшов | не пройшов |
| Мартін Стоккен         | 10000 м, чоловіки            |           |       |             |             |            |            | 30.22,2    | 10         |
| Якоб К'єрсем           | марафон, чоловіки            |           |       |             |             |            |            | 2.36.14,0  | 24         |
| Йон Сюстад             | марафон, чоловіки            |           |       |             |             |            |            | 2.41.29,8  | 34         |
| Віктор Олсен           | марафон, чоловіки            |           |       |             |             |            |            | 2.33.58,4  | 16         |
| Коре Гаммер            | ходьба 10 км, чоловіки       |           |       |             |             | 49.08,4    | 4          | не пройшов | не пройшов |
| Рагнар Еуген Олсен     | ходьба 10 км, чоловіки       |           |       |             |             | 49.03,8    | 8          | не пройшов | не пройшов |
| Едгар Бруун            | ходьба 50 км, чоловіки       |           |       |             |             |            |            | 4.52.48,4  | 17         |
| Герард Вінтер          | ходьба 50 км, чоловіки       |           |       |             |             |            |            | 5.11.40,2  | 27         |
| Йорун Танген-Аскерсруд | 80 м з бар'єрами, жінки      |           |       | 12,2        | 5           | не пройшла | не пройшла | не пройшла | не пройшла |
| Йорун Танген-Аскерсруд | 100 м, жінки                 | 13,0      | 4     | не пройшла  | не пройшла  | не пройшла | не пройшла | не пройшла | не пройшла |

## Стрільба
| Спортсмен              | Вправа                                                    | Фінал    | Фінал |
| Спортсмен              | Вправа                                                    | Бали     | Місце |
| ---------------------- | --------------------------------------------------------- | -------- | ----- |
| Оддвар Веннер Нільссен | швидкісний пістолет, 25 м                                 | 59 — 546 | 37    |
| Гуннар Свендсен        | швидкісний пістолет, 25 м                                 | 60 — 543 | 28    |
| Гуннар Свендсен        | пістолет, 50 м                                            | 523      | 17    |
| Рольф Клементсен       | пістолет, 50 м                                            | 518      | 25    |
| Моріц Амундсен         | гвинтівка, 50 м лежачи                                    | 394      | 32    |
| Моріц Амундсен         | гвинтівка, 50 м з трьох положень                          | 1156     | 11    |
| Моріц Амундсен         | гвинтівка, 50 м з трьох положень                          | 1057     | 17    |
| Ерлінг Конгшауг        | гвинтівка, 300 м з трьох положень                         | 397      | 14    |
| Ерлінг Конгшауг        | гвинтівка, 50 м з трьох положень                          | 1164     | 1     |
| Ерлінг Конгшауг        | гвинтівка, 300 м з трьох положень                         | 1077     | 11    |
| Йон Ларсен             | рухома мішень (подвійними і одиночними пострілами), 100 м | 413      | 1     |
| Рольф Бергерсен        | рухома мішень (подвійними і одиночними пострілами), 100 м | 399      | 4     |
| Ганс Оснес             | трап                                                      | 185      | 11    |
| Свейн Геллінг          | трап                                                      | 148      | 37    |

## Плавання
| Спортсмен     | Дисципліна                      | Гіт       | Гіт   | Півфінал   | Півфінал   | Фінал      | Фінал      |
| Спортсмен     | Дисципліна                      | Результат | Місце | Результат  | Місце      | Результат  | Місце      |
| ------------- | ------------------------------- | --------- | ----- | ---------- | ---------- | ---------- | ---------- |
| Пер Олсен     | 100 м вільним стилем, чоловіки  | 1.02,1    | 5     | не пройшов | не пройшов | не пройшов | не пройшов |
| Пер Олсен     | 400 м вільним стилем, чоловіки  | 5.08,6    | 5     | не пройшов | не пройшов | не пройшов | не пройшов |
| Руар Волдум   | 400 м вільним стилем, чоловіки  | 5.14,4    | 4     | не пройшов | не пройшов | не пройшов | не пройшов |
| Руар Волдум   | 1500 м вільним стилем, чоловіки |           |       | 21.19,5    | 7          | не пройшов | не пройшов |
| Том Петтерсен | 100 м на спині, чоловіки        | 1.15,4    | 7     | не пройшов | не пройшов | не пройшов | не пройшов |

## Фехтування
| Спортсмен                                                   | Дисципліна                     | Раунд 1   | Раунд 1 | Чвертьфінал | Чвертьфінал | Півфінал   | Півфінал   | Фінал      | Фінал      |
| Спортсмен                                                   | Дисципліна                     | Результат | Місце   | Результат   | Місце       | Результат  | Місце      | Результат  | Місце      |
| ----------------------------------------------------------- | ------------------------------ | --------- | ------- | ----------- | ----------- | ---------- | ---------- | ---------- | ---------- |
| Лейф Клетте                                                 | індивідуальна рапіра, чоловіки | 5–2       | 1       | 1–5         | 6           | не пройшов | не пройшов | не пройшов | не пройшов |
| Альфред Еріксен                                             | індивідуальна шабля, чоловіки  | 2–4       | 6       | не пройшов  | не пройшов  | не пройшов | не пройшов | не пройшов | не пройшов |
| Альфред Еріксен                                             | індивідуальна шпага, чоловіки  | 2–4       | 6       | не пройшов  | не пройшов  | не пройшов | не пройшов | не пройшов | не пройшов |
| Егіль Кнутцен                                               | індивідуальна шпага, чоловіки  | 4–3       | 2       | 2–5         | 7           | не пройшов | не пройшов | не пройшов | не пройшов |
| Йоган фон Косс                                              | індивідуальна шпага, чоловіки  | 4–3       | 3       | 2–5         | 6           | не пройшов | не пройшов | не пройшов | не пройшов |
| Сверре Гіллебо Йоган фон Косс Альфред Еріксен Егіль Кнутцен | командна шпага, чоловіки       | 1–0       | 2       | 0–2         | 4           | не пройшли | не пройшли | не пройшли | не пройшли |

## Футбол
Склад команди
Ерік Гольмберг, Гуннар Дален, Гуннар Торесен Thoresen, Гаррі Боє Карлсен, Генрі Йоганнессен, Одд Ванг Серенсен, Рагнар Гвідстен, Торб'єрн Свенссен, Торлейф Олсен, Том Блом
Раунд 1
| 21.07.1952 |

| Швеція                                                     | 4:1 | Норвегія              |
| ---------------------------------------------------------- | --- | --------------------- |
| Юнгве Бродд 23' 35' Інгвар Рюдель 81' Сюльве Бенгтссон 89' |     | Одд Ванг Серенсен 83' |

| Tammerfors, Гельсінкі Глядачів: 4200 Арбітр: Йоган Аксель Алго |

Результат
Збірна Норвегії зайняла дев'яте місце.